# Luigi Serafini (cardeal)
Luigi Serafini (Magliano Sabina, 6 de junho de 1808 – Roma, 1 de fevereiro de 1894) foi um cardeal italiano da Igreja Católica, Prefeito emérito da Congregação do Concílio.

## Biografia
De família nobre de Urbino, era sobrinho do cardeal Giovanni Serafini. Recebeu o sacramento da confirmação em 16 de maio de 1813. Estudou no Collegio di Sabina (humanidades), no Collegio Romano, Roma (filosofia) e na Universidade de Roma "La Sapienza", obtendo o doutorado utroque iuris, tanto em direito civil como canônico, em 11 de abril de 1832.
Em 4 de julho de 1836, torna-se advogado da Cúria Romana. Foi nomeado relator da Sagrada Congregação da Sagrada Consulta para a província de Rieti, em 19 de janeiro de 1843. Torna-se Prelado Doméstico de Sua Santidade em 18 de dezembro de 1843. Referendário (11 de janeiro de 1844) e auditor (21 de dezembro de 1846} do Supremo Tribunal da Assinatura Apostólica. Foi juiz eclesiástico nos tribunais civis, em 27 de setembro de 1847. Torna-se auditor da Sagrada Rota Romana em 19 de janeiro de 1850. Recebeu a ordenação como diácono em 21 de agosto de 1853.
Foi ordenado padre em 25 de agosto de 1853, em Roma. Em 28 de março de 1858, é nomeado regente da Penitenciária Apostólica, ficando até 27 de junho de 1870, quando é eleito bispo in persona episcopi de Viterbo e Toscana. Foi consagrado em 17 de julho, na Arquibasílica de São João de Latrão pelo cardeal Costantino Patrizi Naro, arcipreste da Arquibasílica de São João de Latrão e secretário da Comissão da Santa Inquisição, coadjuvado por Pietro Villanova Castellacci, arcebispo-titular de Petra da Palestina, e por Antonio Rossi Vaccari, arcebispo-titular de Colosso.
Foi criado cardeal pelo Papa Pio IX, no Consistório de 12 de março de 1877, recebendo o barrete vermelho em 15 de março e o título de cardeal-presbítero de São Jerônimo dos Croatas em 20 de março.
Renunciou ao governo pastoral da diocese de Viterbo em 20 de fevereiro de 1880. Foi nomeado pelo Papa Leão XIII Prefeito do Supremo Tribunal da Assinatura Apostólica em 13 de maio de 1884. Depois, tornou-se Prefeito da Sagrada Congregação do Conselho Tridentino e da Sacra Congregação da Imunidade Eclesiástica, em 31 de julho de 1885, cargos em que ficou até 19 de junho de 1893. Foi o Camerlengo do Sagrado Colégio dos Cardeais entre 14 de março de 1887 e 1 de junho de 1888. Optou pela ordem dos cardeais-bispos e recebeu a sé suburbicária de Sabina e foi feito abade perpétuo da Abadia de Santa Maria di Farfa, em 1 de junho de 1888. 
Faleceu em 1 de fevereiro de 1894, em Roma. Foi velado na igreja Sacre Stimmata e sepultado na capela do Pontifício Ateneu Urbano da Propaganda Fide, no Cemitério Campo di Verano.

## Conclaves
- Conclave de 1878 - participou da eleição de Vincenzo Gioacchino Pecci como Papa Leão XIII.